# Freiwillige Schutzstaffel

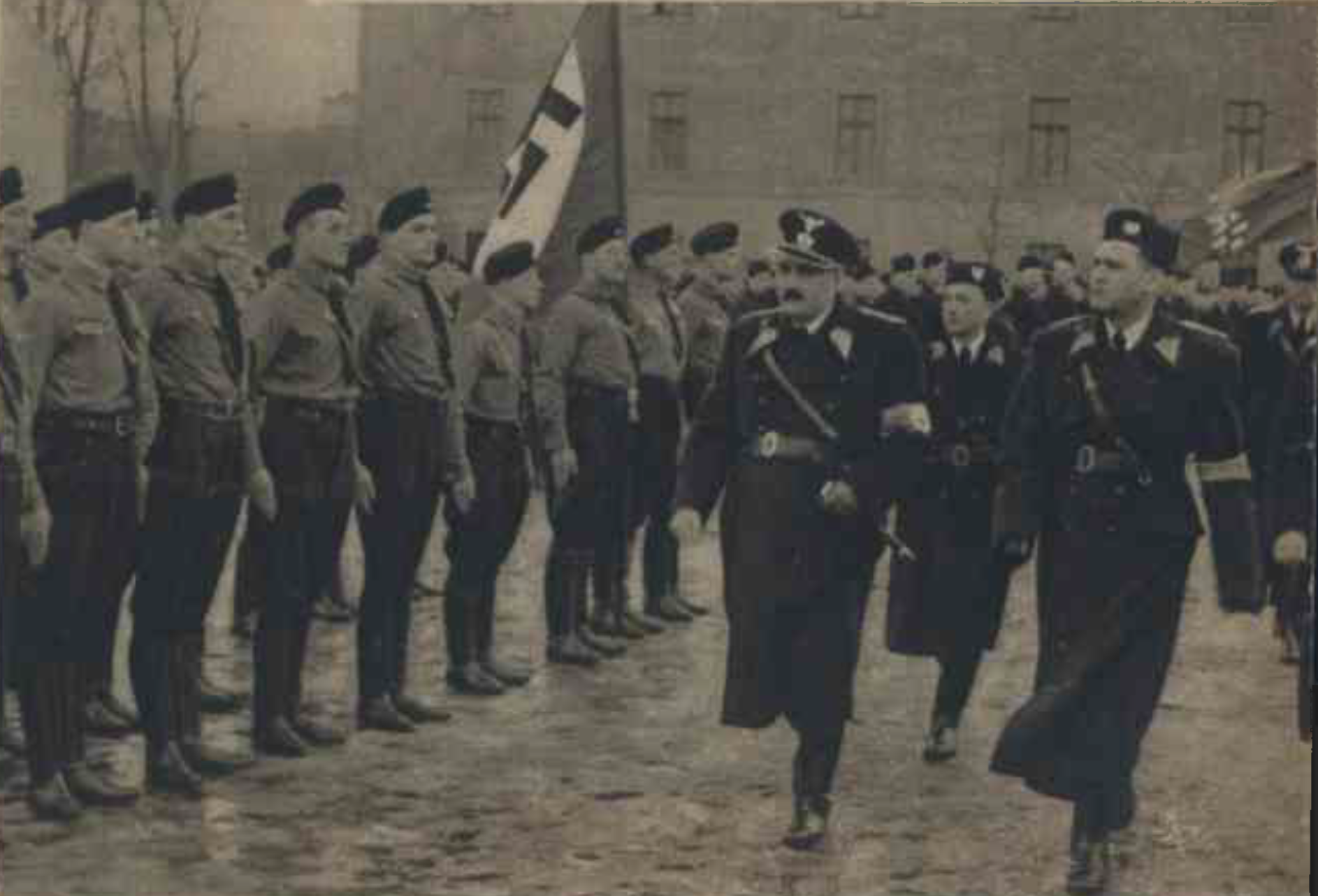
Freiwillige Schutzstaffel en janvier 1939 à Námestie Slobody, à Bratislava.

La Freiwillige Schutzstaffel (« Corps de protection volontaire », FS) était une organisation paramilitaire en république slovaque pendant la Seconde Guerre mondiale. Fondée fin 1938, elle prend pour modèles les Sturmabteilung (SA) et l'Allgemeine SS du Troisième Reich et elle coordonne les membres de la communauté allemande en Slovaquie,,. Elle représente la branche militaire du Parti allemand de Slovaquie, et son commandant à l'échelle nationale (Landesführer) est Walter Donath,.

## Histoire
Le gouvernement émet en 1939 deux décrets qui assoient la légalité de la FS,. Par le second, le gouvernement slovaque reconnait que la FS et les Jeunesses allemandes (en) sont des organisations paramilitaires qui fonctionnent sous l'égide du Parti allemand. Les membres de la FS sont chargés de protéger les infrastructures (ponts, tunnels, gares) et ils persécutent les déserteurs du front polonais. Leur milice envoie aussi des combattants prendre part aux opérations allemandes contre la Pologne.
En mars 1939, l'organisation compte 4 604 membres ; à l'origine, l'accès à la FS est permis pour les hommes d'origine allemande âgés de 18 à 35 ans s'ils peuvent produire une preuve montrant que leurs ancêtres sont aryens depuis trois générations. En juin 1941, l'inscription est élargie aux membres du parti jusqu'à 50 ans. Début 1941, la FS compte 5 500 membres et en octobre 1941, ils sont 6 810,.
En association avec la garde Hlinka, la FS mène des attaques contre les communautés juives de Slovaquie. Toutes deux participent à la déportation des Juifs de Slovaquie en 1942, , et la FS y prend part de nouveau en 1944.
L'uniforme de la FS ressemble de près à celui des Allgemeine SS. La FS adopte pour emblème un aigle au-dessus d'un bouclier orné d'une croix gammée (le bouclier orné d'une croix gammée est l'emblème du parti nazi).